# Fedor Seńkowicz

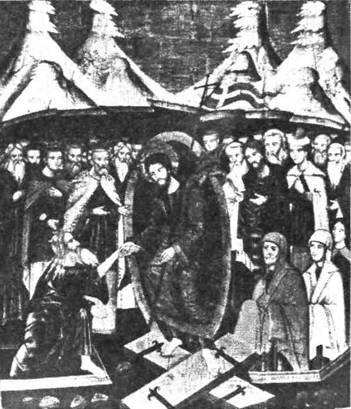
Zmartwychwstanie, zstąpienie Chrystusa do piekieł (1616-1617)

Fedor Seńkowicz, Fedir Seńkowycz (zm. 1631) – lwowski malarz i pisarz ikon.
Pochodził z miasta Szczerzec. Edukację artystyczną odbył u boku Ławryszy Pilipowicza (1575-1610). Jedną z jego pierwszych prac była ikona Matki Bożej typu Hodigitria (1599) dla cerkwi we wsi Rzepniów, która jako jedyna w jego dorobku posiada sygnaturę twórcy. Żadne z dzieł Fedora Seńkowicza nie jest datowane. W 1602 roku przeprowadził się do Lwowa, gdzie nawiązał bliskie kontakty z bractwem lwowskim i został członkiem cechu malarzy. W 1616 roku podpisał zobowiązanie na napisanie ikonostasu i płaszczenicy dla cerkwi Cerkwi Zaśnięcia Matki Bożej, co zajęło mu ponad dwanaście lat. Jego pomocnikami byli Ławrentij Puchalski i Mykoła Petrachnowycz-Morachowski. W pierwszych latach tworzenia ikonostasu powstał cykl Zmartwychwstanie - Zstąpienie Chrystusa do piekieł, a następnie Wjazd Chrystusa do Jerozolimy, Wskrzeszenie Łazarza. Następnie powstały ikony Zaśnięcie Matki Bożej, Zwiastowanie i Spotkanie Pańskie dla cerkwi w Grzybowicach Wielkich. Równocześnie tworzył w ramach bractwa lwowskiego; w 1617 roku na zlecenie cechu złotników napisał ikonę Chrystusa na chorągwi procesyjnej. Podczas niepokoju w 1617 roku był doradcą we lwowskim ratuszu. 
W 1628 roku dla lwowskiego magistratu napisał ikonę do cerkwi św. Paraskiewy oraz dla starosty lwowskiego Stanisława Mniszcha, podkanclerzego Tomasza Zamoyskiego oraz łuckiego biskupa greckokatolickiego Jeremiasza Poczapowskiego. Największym osiągnięciem Seńkowicza było wykonanie ikonostasu na zlecenie bractwa lwowskiego do nowej świątyni w 1629. Lewa część dzieła spłonęła w 1630 roku. Autor nie zdążył podjąć się jej rekonstrukcji, ponieważ wkrótce zmarł.
Był prekursorem stosowania farb olejnych do malowania twarzy i rąk świętych. Historycy nazywają ikony Seńkowicza „czułymi”, ponieważ przedstawiają harmonię i malowniczość rzadko spotykaną w malarstwie z tamtej epoki.
Spadkobiercą stylu i twórczości Fedora Seńkowycza był Mykoła Petrachnowycz-Morachowski.